# 太田康広
太田 康広（おおた やすひろ、1968年 - ）は、日本の経営学者。慶應義塾大学大学院経営管理研究科教授。

## 略歴
岐阜県多治見市出身。
岐阜県立多治見北高等学校、1992年慶應義塾大学経済学部卒業。1994年東京大学大学院経済学研究科修士課程修了、1997年同博士課程単位取得退学。2002年ニューヨーク州立大学バッファロー校経営管理大学院博士課程修了、2003年ニューヨーク州立大学経営学博士。
1997年東大経済学研究科特別研究員、2002年ヨーク大学専任講師、2003年助教授。2005年慶應義塾大学大学院経営管理研究科助教授、2007年准教授、2011年教授。

## 著書

### 単著
- 『ビジネススクールで教える経営分析』日経文庫・日本経済新聞出版社、2018

### 共編著
- 『分析的会計研究』編著（中央経済社, 2010年）
- （山根節, 村上裕太郎共著『ビジネス・アカウンティング』（中央経済社, 2016年）
- 『人事評価の会社学　キャリア・コンサーンと相対的業績評価』編著、中央経済社、2021

### 訳著
- （ウィリアム・R・スコット）（椎葉淳, 西谷順平）『財務会計の理論と実証』（中央経済社, 2008年）